# Tuhkasaari (ö i Södra Savolax, Nyslott)
Tuhkasaari är en ö i Finland. Den ligger i sjön Pihlajavesi och i kommunen Sulkava i den ekonomiska regionen  Nyslotts ekonomiska region  och landskapet Södra Savolax, i den södra delen av landet, 250 km nordost om huvudstaden Helsingfors. Öns största längd är 1,4 kilometer i nord-sydlig riktning.